# Goizeder Azúa
Goizeder Victoria Azúa Barríos (San Felipe, 23 de febrero de 1984) es una modelo, conductora de televisión y periodista venezolana, ganadora del Miss Venezuela Mundo en 2002 y representante de Venezuela en el Miss Mundo 2002 (Top 10) y luego ganadora del Miss Internacional 2003 siendo la cuarta para Venezuela. 
Seguidamente al año siguiente, ella concurrió a 2 certámenes: primero en el certamen Miss Mesoamérica 2003 en Las Vegas donde obtuvo su primera corona internacional; y luego al Miss Internacional 2003, donde obtuvo la corona entre 45 aspirantes al título, convirtiéndose en la cuarta Miss Internacional para su país. Además de obtener la banda de Miss Fotogenia.
Trabajo un tiempo como ancla de noticias para el canal venezolano Televen y ahora en la actualidad internacionalmente. Está casada y tiene 2 hijos.